# Front Obrońców Islamu
Front Obrońców Islamu (indonez. Front Pembela Islam – FPI) – konserwatywna indonezyjska organizacja muzułmańska, założona w 1998 roku.
Organizacja stawiała sobie za cel wprowadzenie w Indonezji systemu rządów opartego na prawie szariatu. W 2020 r. w wyniku decyzji władz działalność organizacji została zdelegalizowana, ze względu na powiązania jej członków z terroryzmem bądź wspieraniem terroryzmu. Ugrupowaniu zarzucono także zagrażanie państwowej ideologii Indonezji – Pancasili. Wśród innych zarzutów znalazły się prowadzenie działalności cyberprzestępczej, łapówkarsko i wykonywanie wyroków pozasądowych. Ponadto władze udostępniły nagranie, w którym przywódca FPI – Rizieq Shihab – deklaruje poparcie dla Państwa Islamskiego. Decyzją władz zakazano także posługiwania się symbolami związanymi z ugrupowaniem.